# Maria Katherina Scherer
Blahoslavená Maria Katherina Scherer řeholním jménem: Maria Theresia (31. října 1825 Meggen – 16. června 1888 Ingenbohl) byla švýcarská římskokatolická řeholnice a spoluzakladatelka Kongregace Milosrdných sester svatého Kříže. Katolická církev ji uctívá jako blahoslavenou.

## Život
Narodila se 31. října 1825 v Meggenu jako čtvrtá ze sedmi dětí chudých farmářů. Když jí bylo 7 let, zemřel jí otec. Z tohoto důvodu musela spolu se svými třemi sourozenci odejít do výchovy ke svému kmotrovi. Ostatní děti žily se svou matkou.
Když byla v červenci roku 1844 na náboženské pouti v Einsiedelnu, uvědomila si, že jejím posláním je církevní život. Když jí bylo 17 let, vstoupila do Sekulárního františkánského řádu. Dne 1. března 1845 vstoupila do kongregace Sester sv. Kříže z Menzingenu, kterou založil kapucínský kněz Theodosius Florentini. Dne 27. června 1845 vstoupila do noviciátu a 27. října stejného roku přijala hábit a řeholní jméno Maria Theresia. Začala působit jako učitelka v Galgenenu a roku 1846 v Baaru. Poté byla poslána do Oberägeri, kde se stala představenou malé komunity sester.
Roku 1850 jí otec Theodosius poslal starat se o chudé a sirotky do Nagels, kde se stala známá jako Matka chudých. Roku 1852 byla poslána do Churu. Roku 1856 založila s otcem Theodosiem novou kongregaci Milosrdných sester svatého Kříže a stala se její generální představenou, kterou byla až do své smrti.
Zemřela 16. června 1888 v Ingenbohlu na rakovinu žaludku.

## Proces svatořečení
Proces byl zahájen ve 40. letech 20. století v diecézi Chur. Dne 2. dubna 1993 uznal papež sv. Jan Pavel II. její hrdinské ctnosti.
Dne 23. prosince 1993 uznal papež zázrak na její přímluvu. Blahořečena byla 29. října 1995.